# Virginia E. Jenckes

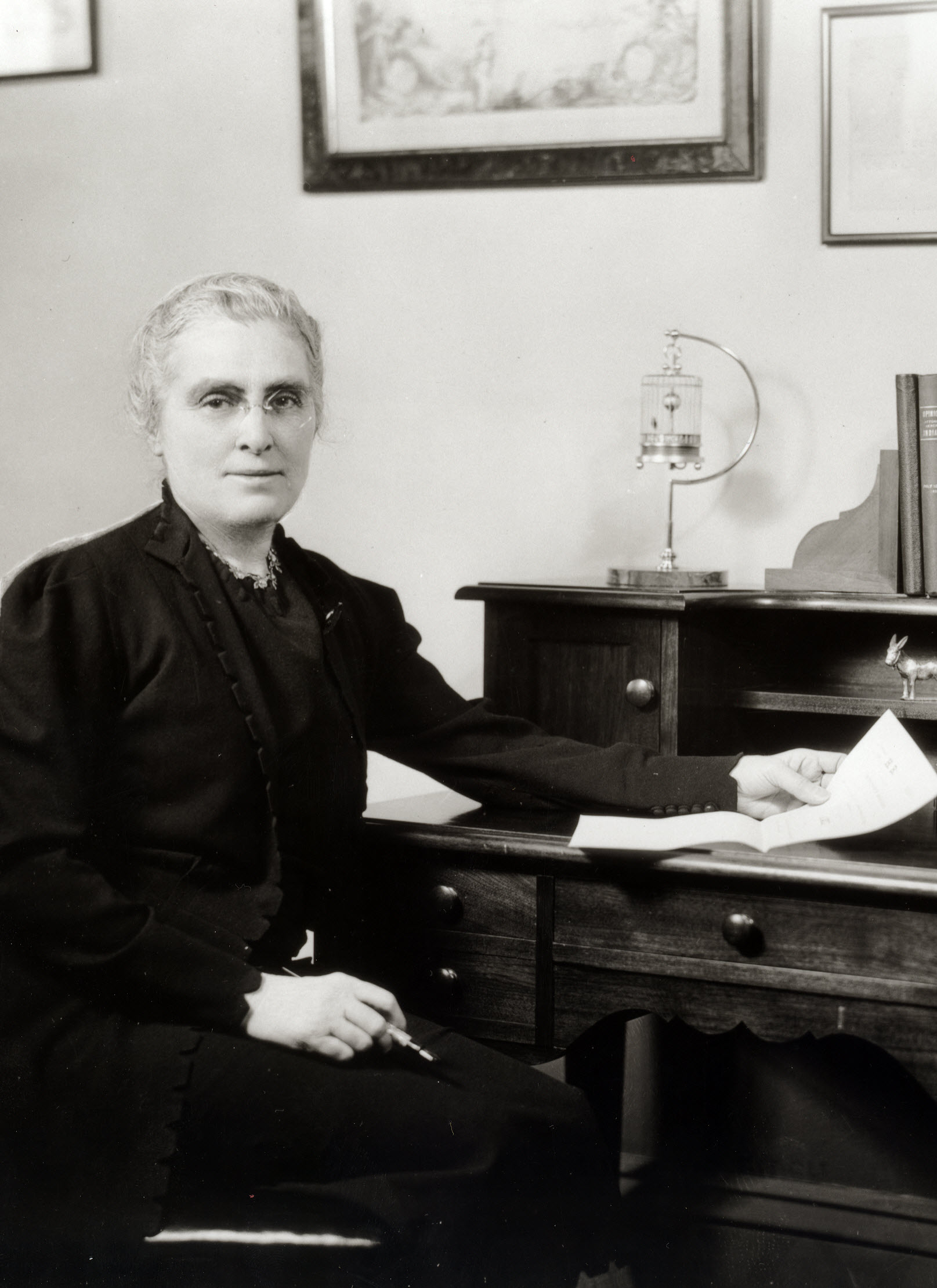
Virginia E. Jenckes (zwischen 1933 und 1939)

Virginia Ellis Jenckes (* 6. November 1877 in Terre Haute, Indiana; † 9. Januar 1975 ebenda) war eine US-amerikanische Politikerin. Zwischen 1933 und 1939 vertrat sie den Bundesstaat Indiana im US-Repräsentantenhaus.

## Werdegang
Virginia Ellis Somes, so ihr Geburtsname, besuchte die öffentlichen Schulen ihrer Heimat und begann ab 1912 in der Landwirtschaft zu arbeiten. Zwischen 1926 und 1926 war sie im Vorstand der Wabash Maumee Valley Improvement Association. Gleichzeitig begann sie als Mitglied der Demokratischen Partei eine politische Laufbahn.
Bei den Kongresswahlen des Jahres 1932 wurde sie im sechsten Wahlbezirk von Indiana in das US-Repräsentantenhaus in Washington, D.C. gewählt, wo sie am 4. März 1933 die Nachfolge von William Larrabee antrat, der in den elften Distrikt wechselte. Ihr Wahlsieg lag ganz im damaligen Bundestrend zu Gunsten der Demokratischen Partei. Nach zwei Wiederwahlen konnte sie bis zum 3. Januar 1939 drei Legislaturperioden im Kongress absolvieren. Während dieser Zeit wurden die meisten der New-Deal-Gesetze der Bundesregierung unter Präsident Franklin D. Roosevelt verabschiedet. Im Jahr 1933 wurde mit dem 21. Verfassungszusatz der 18. Zusatzartikel aus dem Jahr 1919 wieder aufgehoben. Dabei ging es um das Prohibitionsgesetz. 1937 war Virginia Jenckes Delegierte auf der Versammlung der Interparlamentarischen Union in Paris. Im Jahr 1938 wurde sie nicht wiedergewählt.
Nach ihrem Ausscheiden aus dem US-Repräsentantenhaus blieb Jenckes für viele Jahre in der Bundeshauptstadt, wo sie für das Amerikanische Rote Kreuz arbeitete. Erst Anfang der 1970er Jahre kehrte sie nach Terre Haute zurück. Dort ist sie am 9. Januar 1975 im Alter von 97 Jahren verstorben.